# Нововасилівська сільська рада (Бердянськ)
Нововаси́лівська сільська́ ра́да — колишній орган місцевого самоврядування у складі Бердянської міської ради Запорізької області. Адміністративний центр — село Нововасилівка.

## Загальні відомості
- Територія ради: 25 км²
- Населення ради: 3 267 осіб (станом на 2001 рік)
- Територією ради протікає річка Берда.

## Населені пункти
Сільській раді підпорядковані населені пункти:
- с. Нововасилівка
- с. Роза
- с-ще Шовкове

## Населення
За переписом населення України 2001 року в сільській раді мешкало 3267 осіб.

## Склад ради
Рада складається з 20 депутатів та голови.
- Голова ради:
- Секретар ради: Астахова Олена Борисівна

### Керівний склад попередніх скликань
| ПІБ                         | Основні відомості                                    | Дата обрання | Дата звільнення |
| --------------------------- | ---------------------------------------------------- | ------------ | --------------- |
| Кулага Анатолій Миколайович | Сільський голова, 1953 року народження, безпартійний | 26.03.2006   | 31.10.2010      |

Примітка: таблиця складена за даними джерела

### Депутати
За результатами місцевих виборів 2010 року депутатами ради стали:

#### За суб'єктами висування
| Суб'єкт висування                      | Кількість обраних депутатів | %  |
| -------------------------------------- | --------------------------- | -- |
| Самовисування                          | 13                          | 65 |
| Партія регіонів                        | 5                           | 25 |
| Партія Християнсько-Демократичний Союз | 2                           | 10 |

#### За округами
| № округу                               | Прізвище, ім'я, по батькові       | Дата визнання обраним | Освіта                    | Партійна приналежність | Відомості про обраного депутата                                 |
| -------------------------------------- | --------------------------------- | --------------------- | ------------------------- | ---------------------- | --------------------------------------------------------------- |
| Партія регіонів                        |                                   |                       |                           |                        |                                                                 |
| 2                                      | Расторгуєва Ольга Віталіївна      | 04.11.2010            | Освіта середня спеціальна | член Партії регіонів   | Нововасилівська сільська рада, фельдшер                         |
| 3                                      | Ілікчиєв Олександр Павлович       | 04.11.2010            | Освіта вища               | член Партії регіонів   | фізична особа-підприємець                                       |
| 4                                      | Фролова Олена Броніславівна       | 04.11.2010            | Освіта середня спеціальна | член Партії регіонів   | центр поштового зв'язку, листоноша                              |
| 6                                      | Каліберда Лілія Євгенівна         | 04.11.2010            | Освіта вища               | член Партії регіонів   | Нововасилівська загальноосвітня школа № 21, вчитель             |
| 12                                     | Пшеничний Микола Олександрович    | 04.11.2010            | Освіта вища               | член Партії регіонів   | АФХ «Агро», оператор                                            |
| Партія Християнсько-Демократичний Союз |                                   |                       |                           |                        |                                                                 |
| 9                                      | Гришин Валерій Миколайович        | 04.11.2010            | Освіта середня            | позапартійний          | приватний підприємець                                           |
| 10                                     | Єсипова Юлія Григорівна           | 04.11.2010            | Освіта середня спеціальна | позапартійна           | КУ Бердянська міська лікарня, медсестра                         |
| Самовисування                          |                                   |                       |                           |                        |                                                                 |
| 1                                      | Бабінська Валентина Романівна     | 04.11.2010            | Освіта середня            | позапартійна           | тимчасово не працює                                             |
| 5                                      | Мєдвєдєв Андрій Валентинович      | 04.11.2010            | Освіта середня            | позапартійний          | тимчасово не працює                                             |
| 7                                      | Каліберда Алла Олександрівна      | 04.11.2010            | Освіта середня            | позапартійна           | пенсіонер                                                       |
| 8                                      | Астахова Олена Борисівна          | 04.11.2010            | Освіта вища               | позапартійна           | Нововасилівська сільська рада, секретар                         |
| 11                                     | Мальцева Раїса Миколаївна         | 04.11.2010            | Освіта середня            | позапартійна           | Нововасилівська сільська рада, директор будинку культури        |
| 13                                     | Дорошенко Валентина Володимирівна | 04.11.2010            | Освіта вища               | позапартійна           | Нововасилівська сільська рада, завідувачка сільської бібліотеки |
| 14                                     | Яковенко Віктор Костянтинович     | 04.11.2010            | Освіта середня            | позапартійний          | тимчасово не працює                                             |
| 15                                     | Маленко Ігор Іванович             | 04.11.2010            | Освіта вища               | позапартійний          | ДП «Ілліч Агро-Запоріжжя», інже-нер                             |
| 16                                     | Пшенична Тетяна Віталіївна        | 04.11.2010            | Освіта вища               | позапартійна           | тимчасово не працює                                             |
| 17                                     | Щербина Микола Олександрович      | 13.11.2010            | Освіта середня спеціальна | позапартійний          | ПП «Ілліч Агро-Запоріжжя», майстер-будівельник                  |
| 18                                     | Каліберда Віталій Вікторович      | 04.11.2010            | Освіта вища               | позапартійний          | ДП "Ілліч Агро-Запоріжжя, застцупник начальника цеха            |
| 19                                     | Подорожко Ірина Анатоліївна       | 10.01.2011            | Освіта середня спеціальна | позапартійна           | приватний підприємець                                           |
| 20                                     | Щербина Раїса Анатоліївна         | 04.11.2010            | Освіта середня спеціальна | позапартійна           | ПП «Сараскіна», аптекар                                         |